# ジョン・ケネディ (第2代ケネディ卿)
第2代ケネディ卿ジョン・ケネディ（英語: John Kennedy, 2nd Lord Kennedy PC、1454年10月12日以前 – 1508年7月24日以降）は、スコットランド貴族。

## 生涯
初代ケネディ卿ギルバート・ケネディと1人目の妻キャサリン（Katherine、旧姓マクスウェル（Maxwell）、初代マクスウェル卿ハーバート・マクスウェルの娘）の長男として、1454年10月12日までに生まれた。
1479年ごろに父が死去すると、ケネディ卿位を継承した。
ジェームズ3世の治世にスコットランド枢密院の枢密顧問官を務め、1484年9月21日にノッティンガムでスコットランド王国とイングランド王国が3年間の休戦協定を締結したときはスコットランド側の保証人の1人を務めた。1485年4月18日にイングランドとの講和交渉におけるスコットランド代表8人のうちの1人として、イングランドへのセーフ・コンダクトを与えられ、1486年7月3日にはイングランドとの3年間の休戦協定締結を目的として、ヘンリー7世へのスコットランド代表として派遣された。
父が初代バカン伯爵ジェームズ・ステュアートから購入したTraboyachの領地を取得したが、父の債務も継承しており、結果としては父と同じく借金返済が遅れがちになった。1505年2月12日にギルバート・ケネディ（Gilbert Kennedy）からCoiffの領地を購入した。
1508年7月24日と1509年5月23日に死去、息子デイヴィッドが爵位を継承した。

## 家族
1460年3月25日までにエリザベス・モンゴメリー（Elizabeth Montgomerie、初代モンゴメリー卿アレグザンダーモンゴメリーの娘）と結婚、1男1女をもうけた。
- デイヴィッド（1471年以前 – 1513年9月9日） - 第3代ケネディ卿、初代カセルス伯爵[1][2]
- キャサリン（Katherine、1488年以降没） - 1465年9月15日にトマス・ケネディ（Thomas Kennedy、ギルバート・ケネディの息子）と結婚、子供あり[1]

1467年8月24日と1471年4月12日の間にエリザベス・ヘイ（Elizabeth Hay、1500年4月17日没、初代ハントリー伯爵アレグザンダー・ゴードンの娘、第2代エロル伯爵ニコラス・ヘイの未亡人）と再婚、3男4女をもうけた。
- アレグザンダー（1506年以降没） - 庶子アレグザンダーとジョージが1542年7月6日にスコットランド王ジェームズ5世により嫡子として承認された[1]。息子ヒュー（英語版）はスコットランド女王メアリー1世の治世に活躍した人物である[1]
- ジョン（1481年7月以前 – 1508年11月以降[1]）
- ウィリアム（1481年7月以前[1] – ?）
- エリザベス - サー・ウィリアム・コルヴィル（Sir William Colville）と結婚したが、2人の結婚は近親婚を理由に1498年8月までに解消された[1]。娘エリザベスが嫡子かどうかについて争われたが、庶子として認定されることはなかった[1]
- ジャネット（英語版）（1543年以降没） - 1492年にアレグザンダー・ゴードン（Alexander Gordon、ジョン・ゴードンの息子）と婚約したが、2人は1497年9月25日時点でも正式に結婚していなかった[1]。1498年には（ジャネット自身の主張によれば）第5代アンガス伯爵アーチボルド・ダグラス（英語版）と結婚したが、彼女がアンガス伯爵夫人として呼称された記録はなかった[1]。1499年ごろにスコットランド王ジェームズ4世の愛人になり、初代マリ伯爵ジェームズ・ステュアート（英語版）をもうけた[1]。ジェームズ4世はジャネットが結婚しないことを条件にダーナウェイ城（英語版）を与えたが、ジャネットはそれを破って1505年3月までに初代ボスウェル卿ジョン・ラムゼイ（英語版）と結婚したとされた[1]。ジャネットとボスウェル卿は1508年2月までに離婚した[1]
- マーガレット - 1500年2月4日までに初代エイヴォンデール卿アレグザンダー・ステュアート（英語版）と結婚。2人の婚約に基づき、ケネディ卿は1502年3月7日に100スコットランド・ポンド（英語版）の持参金支払いを決定した[1]
- ヘレン - ロバート・グラハム（Robert Graham、1528年没）と結婚、2女をもうけた[1]。1531年12月までにアダム・ボイド（Adam Boyd、アレグザンダー・ボイド閣下の息子）と再婚、子供あり[1]

その後、エリザベス・ケネディ（Elizabeth Kennedy、1533年5月以降没）と再婚したとされる。また、『オックスフォード英国人名事典』では4度結婚したとしている。